# Klooster Mariënhage

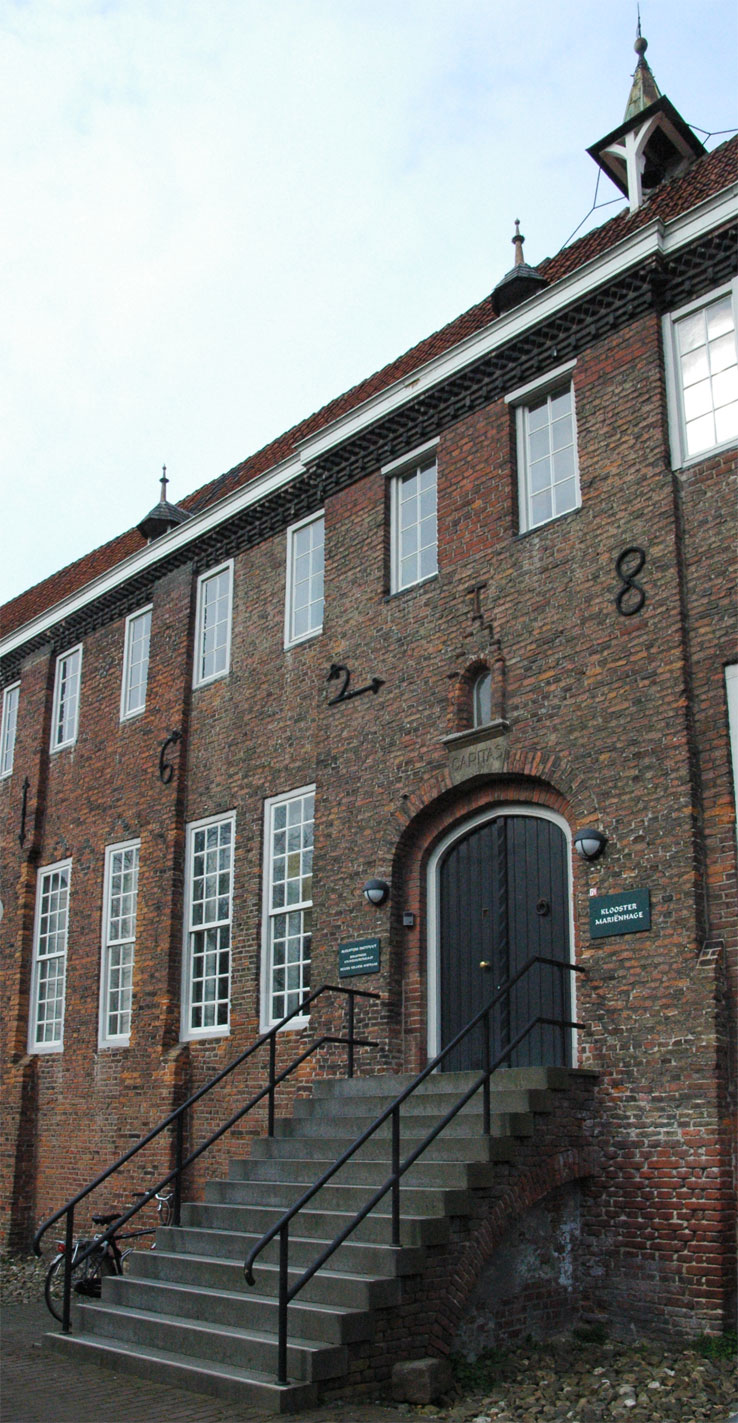
De ingang van de oostvleugel van het klooster, tevens zijn de muurankers te zien die het jaartal 1628 vormen.

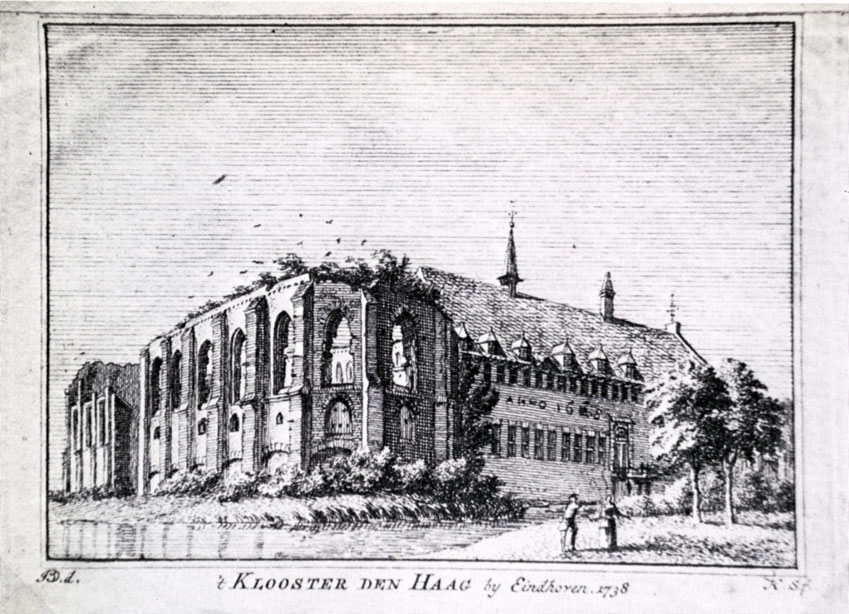
Het klooster in 1738; links de ruïne van de kloosterkerk; rechts de oostgevel met de nog steeds aanwezige muurankers die de tekst vormen "Anno 1628".

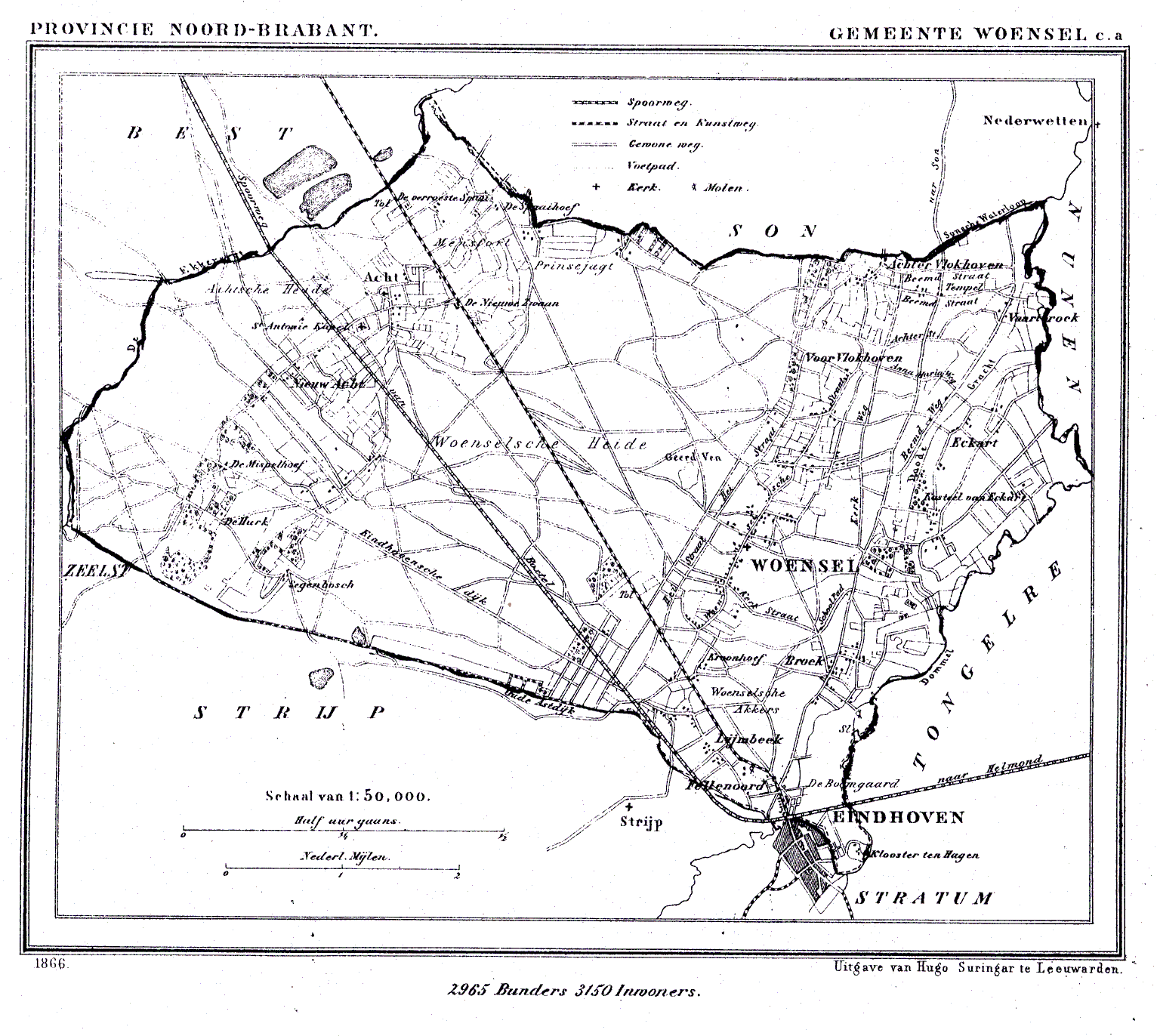
Het klooster is te vinden rechtsonder op deze kaart van Woensel uit 1866

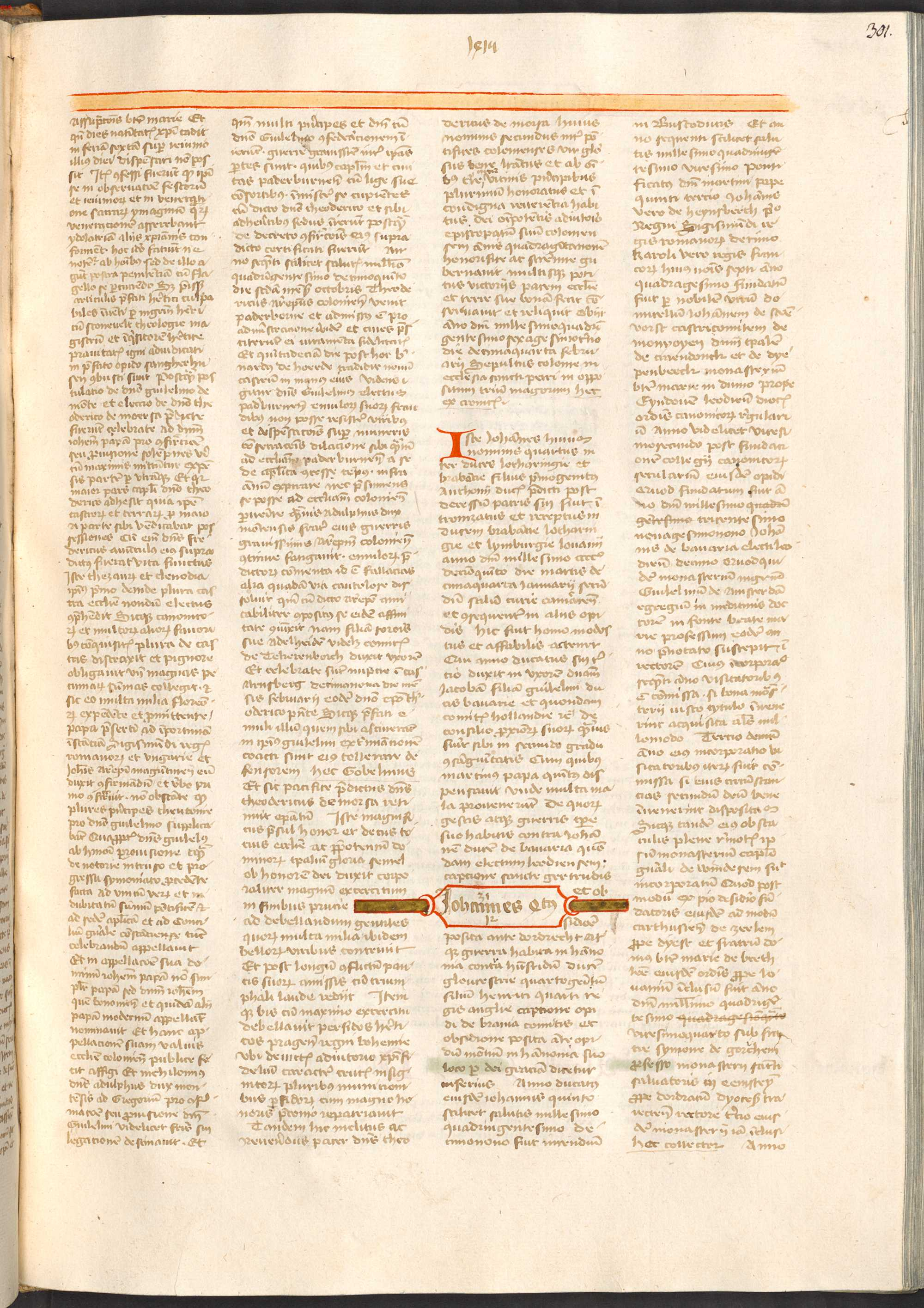
Bladzijde uit het (in Mariënhage geschreven) Florarium Temporum met de beschrijving van de stichting van klooster Mariënhage (derde kolom, vijfde regel van onder tot het eind van de bladzijde).

Het Klooster Mariënhage is een klooster aan de Augustijnendreef 15 te Eindhoven.
Anno 2004 verbleven er veertien augustijnen. Vanaf eind 2017 is het gehele complex eigendom van uitvaartonderneming DELA.
In het kloostercomplex waren de archieven van de Orde der Augustijnen (OSA) ondergebracht, en het Augustijns Instituut was er gehuisvest.
In de ondergrond van het terrein van dit klooster zijn nog resten aan te treffen van de fundamenten van het oude kasteel, die vermoedelijk uit de 13e eeuw stammen, en enkele kloosterfundamenten uit 1443.
Een bekende pater verbonden aan dit klooster was Leopold Verhagen.

## Historie

### Mottekasteel
Op de plaats van het klooster bevond zich een kasteel, kasteel Ten Hage (of: Die Haghe) genaamd, waarvan op de binnenplaats nog enkele fundamenten zijn teruggevonden.
Vermoedelijk tussen 1100 en 1250 werd op het grondgebied van de toenmalige gemeente Woensel een zgn. mottekasteel gebouwd.
De naam, "Die Haghe", was een veel voorkomende naam voor kastelen uit die tijd.
Het was vermoedelijk een rechthoekige woontoren (donjon) op een motte, een door mensenhanden opgeworpen heuvel aan de Dommel die was omsloten door een gracht.
Het was eigendom van de Heren van Cranendonck en Eindhoven en diende hen tot woning.
De laatste eigenaar voor het kasteel een klooster werd was Jan van Schoonvorst, heer van Eindhoven sinds 1412.
Die liet, vermoedelijk tussen 1413 en 1420, een ander kasteel optrekken, het Kasteel van Eindhoven.
In het Erfgoedhuis Eindhoven bevindt zich een maquette die weergeeft hoe het kasteel er rond het jaar 1300 uitgezien kan hebben.

### Stichting van het klooster
Het klooster werd gesticht op het terrein van het kasteel, dat de toenmalige heer van Eindhoven, Jan van Schoonvorst, in 1419 aan de augustijner kanunniken schonk, nadat een nieuw kasteel (het Kasteel van Eindhoven) was gereedgekomen.
Het klooster werd gesticht op 2 april 1420 (1419 indien gedateerd volgens de paasstijl).
Beweerd wordt dat het een stichting was van priorij Corsendonk.
Jan van Schoonvorst geldt als stichter, daartoe aangespoord door zijn echtgenote Johanna de Rochefort en kanunnik Aert Roelofs.
Van Schoonvorst en zijn vrouw schonken hun woning, het kasteel, en grond met toebehoren; ook de heffing van tienden en verlof voor visserij in de Dommel tussen de watermolens van Stratum en Son hoorden erbij.
Van Schoonvorst stelde daarmee vijf Eindhovense burgers in de gelegenheid te gaan leven naar de regel van de heilige Augustinus.
De namen van deze vijf waren Godefridus Wijnants, Nicolaus Wijnants, Antonius Cuijpers, Michiel Constantijns en Wouter Willemsz.

### Augustijner reguliere kanunniken
Het klooster kreeg de naam "Ons Lieven Vrouwe op die Haghe".
Het lag net buiten de kleine stad Eindhoven, in de toenmalige gemeente Woensel.
De naam was in het Latijn Dumum Beatae Mariae of Beata Maria in Dumo, kortweg Dumum.
De naam "Mariënhage" is een samentrekking van "Maria ten Hage".
Onder de kloosterlingen was ook de eerder genoemde Aert Roelofs, de biechtvader van Johanna de Rochefort.
De eerste abt heette Willem van Amsterdam, die afkomstig was uit Mariënborn bij Arnhem.
Met hem kwamen er nog enkele geestelijken "van beproefde vroomheid" naar het klooster.
Roelofs werd de eerste noviet, gevolgd door de vijf genoemden.
In 1423 sloot het klooster zich aan bij de Congregatie van Windesheim (een klooster zuidelijk van Zwolle), die de toon aangaf in de Moderne Devotie.
Dit was voornamelijk een bestuurlijke zaak; in geestelijk opzicht ademde het klooster meer de sfeer van de Brabantse vroomheid in het zuiden.
De kloosterlingen werden aangeduid als "reguliere kanunniken van Sint Augustinus". Zij behoorden niet tot de orde der augustijnen.
De losse band met Windesheim blijkt ook hieruit: in 1424 kreeg het een clausuur zoals bij de kartuizers: ook een wandelgebied buiten de muren viel er binnen.
In het noorden, en dus onder de meeste bij Windesheim aangesloten kloosters, was dat ongebruikelijk.
Volgens de regels van de orde was de clausuur overigens niet verplicht.
De clausuur werd onderhouden tot het midden van de zestiende eeuw.
In 1430 en volgende jaren zijn er bouwactiviteiten geweest; wellicht is daarbij het oorspronkelijke kasteel gedeeltelijk of geheel gesloopt.
In 1433 werd de kerk van het klooster gewijd door de wijbisschop van Luik.
Hoe deze kerk eruitzag is niet bekend.
De stijl was vermoedelijk de Kempische gotiek; de kerk zou dan lijken op de kerk van Breugel.
In 1443 werd de hoogte (motteheuvel) geslecht waarop het primitieve klooster oorspronkelijk was gebouwd.
Het klooster verwierf een goede naam: zo kwamen vanaf 1452 de abten en hulppaters van klooster Soeterbeek allemaal uit Mariënhage.
Ook bij de kanunnikessen van Jericho (Brussel) kwam dat voor, ondanks de grote afstand.
In 1472 werd in het klooster de wereldkroniek Florarium temporum voltooid door Nicolaus Clopper jr.
De goede contacten met Jericho waren wellicht het werk van zijn vader.
De boeken die Clopper gebruikte voor de kroniek zijn in het klooster gebleven en later nog aangevuld met 31 boeken uit de nalatenschap van zijn vader.
Bij de plundering en stadsbrand van Palmzondag 19 maart 1486 werd Eindhoven vrijwel geheel verwoest.
Gevolgen voor het klooster worden niet vermeld.
Van de kloosterbibliotheek is een inventaris uit 1487 overgeleverd waaruit blijkt dat het de rijkste van alle Nederlandse kloosters is geweest.
In de roerige zestiende eeuw is de bibliotheek verspreid geraakt.
In 1543 betaalde het klooster een brandschatting aan Maarten van Rossum en voorkwam zo plundering.
De stad Eindhoven en ook klooster Soeterbeek (bij Nuenen) werden wel geplunderd en verwoest.
Tijdens de Reformatie waren er diverse monniken die de nieuwe denkbeelden propageerden.
Na jaren van verdenkingen werden uiteindelijk in 1545 door de prins-bisschop van Luik op aansporing van keizer Karel V vier verdachten van ketterij (aanhangen van het hervormde gedachtegoed) uit het klooster naar Leuven gevoerd.
Onder hen waren de subprior en de procurator.
Later kwam daar nog een broeder bij, die zich eerst verscholen had gehouden.
Enkelen van de verdachten keerden later weer terug naar het klooster.
In de verdere geschiedenis van het klooster is geen sprake meer geweest van ketterij.
Tijdens de beeldenstorm in 1566 werd het klooster geplunderd en liep het zware schade op.
In 1581, tijdens de Tachtigjarige Oorlog, stak het Staatse leger het klooster in brand en nam de monniken, ongeveer twintig in getal, gevangen.
Het klooster liep schade op en de kloosterkerk werd een ruïne.
De monniken kochten zich vrij.
Daarvoor moesten zij de kostbaarheden te gelde maken die ze voor de brand in veiligheid hadden gebracht.
Eenmaal vrij vluchtten ze naar 's-Hertogenbosch.
Daar bleven ze tot 1629.
Het kloostergebouw werd tijdens hun afwezigheid behoorlijk beschadigd, vooral in 1583: bij beschietingen van de overzijde van de Dommel werd de oostzijde zwaar beschadigd.
Vernieuwing volgde pas in 1628.
Voor die tijd werd het klooster ook nog voor militaire doeleinden gebruikt, zoals voor lazaret in 1603 en voor de legering van Spaanse troepen in 1609. Dit was te meer nodig omdat het kasteel van Eindhoven in een slechte toestand verkeerde. Vervolgens is het verbouwd in 1628 en 1632, dit is nog op het gebouw te zien aan de muurankers op de oostgevel. Amalia van Solms logeerde er in 1647.
's-Hertogenbosch werd in 1629 veroverd door prins Frederik Hendrik.
De kloosterlingen moesten de stad verlaten en zij keerden terug naar Mariënhage, net nadat het klooster weer enigszins bewoonbaar was gemaakt door prior Seissemaekers.
De muurankers aan de oostzijde van het klooster vormen nog de tekst "ANNO 1628".
Er hebben ook muurankers bestaan die het jaartal 1633 weergaven.
Het klooster werd door de Spanjaarden gebruikt als versterking, en werd in 1629 door de Staatse troepen veroverd, met kwalijke gevolgen.
In 1636 werden zij (en vele anderen) door de Staten van de Noordelijke Nederlanden verbannen uit de meijerij 's-Hertogenbosch.
Er volgden protesten uit Eindhoven vanwege de gevolgen voor de voedselvoorziening voor de armen en het onderwijs aan kinderen uit de betere kringen.
In 1638 werd beslist dat de paters mochten blijven, maar geen novicen meer aan mochten nemen zodat ze uit zouden sterven. Voor deze 'gunst' moesten de monniken een jaarlijks hoog bedrag betalen.
In 1638 vertrok de kloostergemeenschap echter toch naar Weert; korte tijd later mochten enkele kloosterlingen terugkeren, in 1686 kwam daar ook een einde aan.
In dat jaar vertrokken de laatste drie paters.
Ieder kreeg een pensioen van 300 gulden.
In 1654 bouwden ze in Weert een klooster; dat werd in 1783 opgeheven op last van keizer Jozef II van het Heilige Roomse Rijk.
Zij kregen geen toestemming om zich weer in Mariënhage te vestigen.
In Weert werd door de kloosterlingen een school opgericht, het huidige Bisschoppelijk College Weert-Cranendonck.

#### Priors
Priors van Mariënhage:
1. Guilielmus van Amsterdam († ca. 1452), geprofest in het klooster van Mariënborn bij Arnhem. Hij werd prior in 1420. Later werd hij prior van Groenendaal bij Brussel, maar keerde na een jaar terug. Hij stierf te Mariënhage als subprior.
2. Libertus Bierens, († ca. 1450), geprofest te Corsendonk
3. Arnoldus Roelofs, eerste geprofeste van Mariënhage, werd prior in 1452 (voor die tijd was hij vermoedelijk subprior)
4. Joannes Rijkwijns, († 1470) vijfde geprofeste van Mariënhage, was eerst subprior en procurator.
5. Paulus van Hoven, was prior in 1470
6. Walterus Smolders, werd in 1479 en 1493 als prior vermeld.
7. Guilielmus Dijkbier († 1558), zevende geprofeste van Mariënhage.
8. Petrus van de Locht, elfde geprofeste van Mariënhage
9. Paulus van Zoemeren, dertiende geprofeste van Mariënhage
10. Arnoldus van der Aa, vijftiende geprofeste van Mariënhage, was eerst procurator.
11. Walter Smolders, zesentwintigste geprofeste van Mariënhage
12. Henricus van Haelen, zevenentwintigste geprofeste van Mariënhage
13. Eustachius de Ramcheval, achtentwintigste geprofeste van Mariënhage
14. Arnoldus van Roy, († 1569), zeventigste geprofeste van Mariënhage, was in 1541 rector te Soeterbeek
15. Walterus van Weert, negenenzeventigste geprofeste van Mariënhage
16. Rutger van Schijndel, vijfentachtigste geprofeste van Mariënhage
17. Joachim van Hemert, zevenennegentigste geprofeste van Mariënhage, prior van 1600 tot 1621
18. Joannes Peterssen, honderdste geprofeste van Mariënhage, was eerder secretaris van Windesheim.
19. Hubertus Seissemaekers, onder hem werd in 1628 het front vernieuwd en in 1633 een nieuwe gevel aan de zijde van de gracht aangebracht.

Priors van Weert:
1. Jan Boutmans, plaatste het convent in 1638 over naar Weert.
2. Leender van Berg, heeft in 1654 de Latijnse school en het nieuwe kloostergebouw opgericht.
3. Pieter Beerenbroek, begon in 1665 de kerk te bouwen.
4. Egidius Franciscus van Notre († 1699)
5. Jan van Heijthuijzen († 1705)
6. Martinus Ververs, was nog prior in 1720

De overige priors zijn niet bekend.

### Klooster zonder kloosterlingen
In 1686 waren er nog maar drie monniken, waarop de gebouwen door de Staten-Generaal in beslag werden genomen en bij de Landsdomeinen ingelijfd. Vanaf 1686 verbleven hier de rentmeesters van de prins van Oranje, die heer van Eindhoven was.
De rest van het klooster, het deel dat niet diende tot woonhuis, werd verhuurd.
De laatste was Jacob Spoor, die er tot 1790 woonde.
Zijn zoon Willem Lodewijk Joost Spoor woonde er tot de Franse troepen naderden, in 1794.
Na zijn vertrek werd zijn woning herhaaldelijk geplunderd.
Na 1791 werd het gebouw verhuurd, en in 1794 werd een deel van het klooster door de Fransen als graanschuur gebruikt, terwijl in de kloosterkerk bakovens werden gebouwd.
In 1803 bevond zich in de bijgebouwen van het klooster een katoendrukkerij.
Over de bewoners spreken de diverse bronnen elkaar tegen. Van 1813-1830 zou hier de familie Smits, hebben gewoond. Een andere bron meldt dat het na de Restauratie tot 1830 werd bewoond door de president van de arrondissementsrechtbank van Eindhoven, Mr. Andreas van Velthoven.
Later kwamen er meerdere particulieren wonen.
Na de nederlaag van Napoleon bij Waterloo en het vertrek van de troepen diende het klooster als woonhuis.
In 1815 vestigde Amandus Hubertus van Moorsel (1749 - 1822, apotheker en burgemeester) een textielfabriek in een bijgebouw van het klooster.
Zijn vrouw Catharina Elisabeth Delgeur zette na zijn overlijden het bedrijf voort.
In 1834 werd het in het openbaar verkocht aan twee fabrikanten, Jodocus van der Velden (ovl. 1842) en Henricus van Gennip (die eerder opzichter was in het bedrijf van Van Moorsel).
Zij dreven de textielfabriek en Van der Velden ging er ook wonen.
In 1842 werd door zijn zoon Johannes Wilhelmus van der Velden (1817 - 1888) een tweede textielfabriek geopend in het klooster.
Het werd als woonhuis gebruikt door de familie Van der Velden - van Gennip.
In 1874 kwam het klooster door een grenswijziging te vallen onder de gemeente Eindhoven.
De kloosterkerk werd grotendeels gesloopt in 1880, en daarvoor in de plaats kwam een garenmagazijn (de laatste resten van de kerk werden gesloopt tijdens de Eerste Wereldoorlog ten behoeve van nieuwbouw voor het Gymnasium Augustinianum).
In 1884 kocht Johanna van der Velden-van Gennip extra grond rondom het klooster.
In 1890 overleed zij; zij woonde toen alleen met haar dochter in het voormalige klooster.
De erfenis wordt geliquideerd middels verkoop van het (incourant beschouwde) klooster.

### Augustijner eremieten
Op 29 december 1890 werd het complex gekocht door de Nederlandsche Augustijner Missie die er een klooster wilde inrichten.
Op 7 maart 1891 werd het klooster door de paters augustijnen betrokken.
Het garenmagazijn ging als noodkerk dienen; de augustijnen bouwden een nieuwe kerk, de Paterskerk, die in 1898 gereed was.
In datzelfde jaar richtten de paters een school op, het Gymnasium Augustinianum. De Verrijzeniskapel, de kapel van de school, werd uitgevoerd in expressionistische baksteenarchitectuur naar een ontwerp van Paul Bellot en Pierre Cuypers jr. uit 1925. Later werd dit de Studentenkapel.
De noordvleugel van de kloostergebouwen werd in 1935 opgetrokken.
In 1954 werd in het klooster de Wetenschappelijke Bibliotheek Eindhoven geopend, een initiatief van het klooster en de Eindhovense R.K. Openbare Leeszaal.
De samenwerking met de leeszaal eindigde in 1967.
De bibliotheek groeide door de komst van bestanden uit augustijnenkloosters die opgeheven werden.
Uiteindelijk werd het de Centrale Bibliotheek van de OSA.
Van 1986 tot 2005 was in het voormalige klooster de Fontys Academie voor Drama gevestigd.
In 1989 werd het Augustijns Instituut opgericht en in Mariënhage gevestigd.
Het verricht activiteiten rond de werken van Augustinus.
In 1995-1997 werd een nieuwe vleugel gebouwd voor de huisvesting van het instituut en haar bibliotheek van ca. 90.000 banden.

### De 21e eeuw
Wegens hun hoge leeftijd en kleine aantal zijn de paters in 2006 gestopt met pastorale zorg in de Paterskerk.
De kerk hoorde vanaf 6 mei 2006 bij de "Binnenstadsparochie" te Eindhoven.
Bij opgravingen in 2007, ter voorbereiding van de bouw van een nieuwe kapel, werd in de tuin van het klooster een kelder ontdekt van 10 bij 70 meter, evenals een waterput, fundamenten van pilaren en restanten van een trap.
De kelder is deel van de noordelijke vleugel van het klooster die gebouwd is rond 1443.
Hij dateert dus waarschijnlijk uit de vijftiende eeuw.
In 1583, tijdens de Tachtigjarige Oorlog, werd deze kelder verwoest.
Rond 2013 gingen de Augustijnen samen met de gemeente Eindhoven op zoek naar herbestemming van het kloostercomplex. In het voorjaar van 2017 verhuisden de laatste Augustijnen van Mariënhage naar elders. Het complex werd op 21 december 2017 overgedragen aan de koper, uitvaartbedrijf DELA. DELA heeft het klooster, de kerk, en het voormalige Augustinianum gerestaureerd en geschikt gemaakt als locatie voor ceremonieën, vergaderingen en evenementen, met de naam DOMUSDELA. In het complex bevindt zich een hotel. Hoewel veel is gerestaureerd of anderszins behouden, zijn een aantal nadrukkelijk katholieke elementen verwijderd, om een plek te creëren voor alle gezindten. Het verbouwde complex werd in november 2019 geopend.

## Straatnamen
In de nabijheid van het klooster zijn straten genoemd naar personen die ermee te maken hadden:
- Johanna van Rochefort, medestichtster
- Aert Roelofs, prior van 1430 tot 1468
- Nicolaas Clopper jr., kroniekschrijver
- Willem Dicbier, prior van 1512 tot 1522
- Antonie van Hemert, (geboren begin 16e eeuw te Nederhemert, overleden 1560) schrijver van geestelijke werken omschreven als "eenige zedekundige werkjes" (Smits 1887).
- Hubert Seijssemaecker, prior van 1626 tot 1637

### Namen
De schrijfwijze van de namen van de diverse personen varieert nogal in de verschillende bronnen. Enkele voorbeelden:
- Joanna / Johanna van Rochefort / Rutford
- Aert / Arnout / Arnold / Arnoldus Roelofs
- Hubert / Hubertus Seijssemaecker / Seissemaekers

### Jaartallen
Jaartallen in bv. Smits 1887 zijn een jaar lager dan elders vanwege het gebruik van de paasstijl voor de bepaling van het jaartal.